# Tomoya Kanki
Tomoya Kanki (神吉 智也, Kanki Tomoya, Hyogo, 27 de junho de 1987) mais conhecido pelo seu nome artístico Tomoya, é um músico e compositor Japonês conhecido como o baterista da banda de rock japonesa One Ok Rock.

## Biografia e carreira

### 1987–2005: Primeiros anos
Tomoya Kanki nasceu em Hyogo, Japão. Durante o ensino fundamental, ele pertencia a um grupo de percussão de um clube de bandas de metais, onde tocava vários instrumentos de percussão como tamborim e xilofone. Em seu primeiro ano no ensino médio, Kanki formou uma banda e depois que formou-se no ensino médio, ele se mudou para Tóquio, onde passou a estudar em uma escola de ensino profissionalizante. Em paralelo, tocava em uma outra banda.

### 2006–presente: One Ok Rock
No local de seus estudos, Kanki possuía um amigo docente que detinha uma banda, o qual costumava tocar com o One Ok Rock em eventos ao vivo e sabia que a banda procurava por um baterista, após a saída de Yu Koyanag, dessa forma, Kanki foi apresentado ao One Ok Rock e decidiu entrar para a banda, tornando-se o último membro de sua formação inicial a ingressar na mesma.
Durante o ano de 2006, o One Ok Rock lançou dois extended plays (EPs) e inicialmente, Kanki passou um período tocando como músico de suporte até se juntar formalmente a banda em 2007, um mês antes de sua estreia mais significativa. Em 25 de abril de 2007, a banda lançou o single "Naihishinsho", realizando sua primeira entrada na tabela musical Oricon Singles Chart, precedendo o lançamento de seu álbum de estúdio de estreia, Zeitakubyō (2007). Seus próximos lançamentos ajudaram a catapultar a popularidade do One Ok Rock no cenário musical japonês. Em janeiro de 2013, foi lançado o single "Deeper Deeper/Nothing Helps", que credita Kanki como um dos compositores. A faixa atingiu a posição de número dois pela Oricon Singles Chart. Em julho de 2014, o single "Mighty Long Fall/Decision" foi lançado, que também  o credita como um dos compositores de "Mighty Long Fall", faixa que atingiu a posição de número dois pela Oricon Singles Chart e tornou-se a trilha sonora do filme Rurouni Kenshin: Kyoto Taika-hen.

## Vida pessoal
Em 9 de junho de 2017, Kanki anunciou que havia se casado. Mais tarde, em 5 de novembro do mesmo ano, ele relatou o nascimento de seu primeiro filho. Kanki também anunciou o nascimento de mais dois filhos nascidos em maio de 2019 e março de 2021, respectivamente.

## Filmografia
- Fool Cool Rock! One Ok Rock Documentary Film (2014)
- One Ok Rock: Flip a Coin (2021)